# Micropalpimanus poinari
Famille
Genre
Espèce
Micropalpimanus poinari est une  espèce éteinte d'araignées aranéomorphes, la seule du genre Micropalpimanus et de la famille des Micropalpimanidae.

## Distribution
Cette espèce dans a été découverte de l'ambre de Birmanie. Elle date du Crétacé.

## Publication originale
- (en) Wunderlich, 2008 : The dominance of ancient spider families of the Araneae: Haplogyne in the Cretaceous, and the late diversification of advanced ecribellate spiders of the Entelegynae after the Cretaceous–Tertiary boundary extinction events, with descriptions of new families. Beiträge zur Araneologie, vol. 5, p. 524–675.